# Quim Domènech
Joaquim Domènech Puigbó (n. Sabadell, Barcelona el 30 de octubre de 1984) es un periodista español que trabaja en Jugones y El Chiringuito, donde es, respectivamente, subdirector del programa y tertuliano.

## Trayectoria
Empezó su carrera en Matadepera Ràdio, donde presentó diferentes programas, incluidos los informativos. Posteriormente trabajó durante un breve período en RAC 1 y fue el narrador de los partidos de fútbol y baloncesto del CE L'Hospitalet y el CB L'Hospitalet en Ràdio L'Hospitalet. 
Punto Pelota
Durante un tiempo compaginó su trabajo en Onda Rambla (Punto Radio) con colaboraciones semanales en el exitoso programa deportivo 'Punto Pelota' de Intereconomía TV presentado por Josep Pedrerol. Desde la temporada 2010/2011 es fichado definitivamente por Punto Pelota donde era responsable de los deportes en la ciudad condal.
Fue despedido, junto con todos los otros colaboradores, de Punto Pelota el 4/12/13. 
El Chiringuito de Jugones
A partir del 6 de enero del 2014, participa junto al resto de colaboradores en El Chiringuito de Jugones.